# 克里斯托巴爾羅哈斯市 (委內瑞拉)

克里斯托巴爾羅哈斯市（西班牙語：Municipio Cristóbal Rojas），是委內瑞拉的一個市，位於該國北部米蘭達州，首府是查拉亞韋，面積120平方公里，2007年人口96,369，人口密度每平方公里800人。